# Elone
Elone (en grec antic Ἠλώνη) era una ciutat de Perrèbia a l'antiga Tessàlia mencionada per Homer al "Catàleg de les naus" a la Ilíada, juntament amb Orte i Oloòsson.
Estrabó diu que al seu temps la ciutat estava en ruïnes i que es trobava al peu del mont Olimp, no lluny del riu Eurotes. En parla també Esteve de Bizanci.